# 烏盧山
烏盧山（Uludağ）位於土耳其布爾薩省，高度2,543米（8,343英尺），是擁有不同野生動植物的國家公園，古稱密細亞奥林帕斯山（Mysian Olympus）。
烏盧山除了是冬季運動如滑雪的熱門地點，也是夏李活動如露營的目的地。

## 外部連結
- 基本資訊 （页面存档备份，存于）
- （土耳其文） 旅遊指南
- 相片 （页面存档备份，存于）
- 滑雪中心地圖 （页面存档备份，存于）
- 關於土耳其 （页面存档备份，存于）